# Cholmovgambiet
Het Cholmovgambiet is in de opening van een schaakpartij een variant van de schaakopening Russisch.
Het is geanalyseerd door de sterke Russische schaker Ratmir Cholmov (1925). Hij is geen wereldkampioen geweest, maar hij heeft wel vijf wereldkampioenen verslagen, te weten: Michail Tal, Tigran Petrosjan, Boris Spasski, Bobby Fischer en Garri Kasparov. De openingszetten van het gambiet zijn: 1.e4 e5 2.Pf3 Pf6 3.Pe5 Pe4 4.De2 De7 en de code is C 42. Het gambiet is ingedeeld bij de open spelen.